# 南郡獻公主
南郡獻公主（?—?），中国南北朝刘宋公主，父亲宋文帝，是刘义隆的第十六女。
南郡公主先嫁给了孟劭，孟劭是孟顗的儿子，孟昶的侄子。孟顗的女儿嫁给了彭城王刘义康、巴陵哀王刘休若。后来南郡獻公主又嫁給了褚湛之的儿子褚渊。褚湛之是宋武帝刘裕的驸马，褚渊的母亲始安哀公主是南郡公主的姑姑。褚渊帮助萧道成取代了刘宋，建立了南齐。南郡公主在南齐改称巴西公主，宜赠南康郡公夫人，谥号献。